# Martyrologium Romanum
Het Martyrologium Romanum is de officiële, maar niet volledige, lijst van de martelaren en heiligen die door de Katholieke Kerk erkend worden.
De eerste uitgave van het Martyrologium Romanum dateert van 1583 en vond plaats op gezag van paus Gregorius XIII, die in het jaar daarvoor zijn kalenderhervorming had ingevoerd. De lijst was gebaseerd op het martyrologium van Usuardus, aangevuld met gegevens uit de Dialogen van paus Gregorius I en werken van de kerkvaders. Voor de Griekse heiligen was geput uit het Menologion van Sirlet. Door Caesar Baronius herziene edities verschenen vanaf 1586. 
In 2001 verscheen een in opdracht van het Tweede Vaticaans Concilie geheel herziene editie. "De geschiedenissen van de martelaren en de levens der heiligen moeten uit historisch-kritisch oogpunt worden herzien," zo werd tijdens dit Concilie bepaald. Op 5 december 2004 verscheen de laatste uitgave, die op 844 bladzijden de bio- en bibliografische gegevens bevat van meer dan 6650 met name genoemde heiligen en martelaren en daarnaast nog 7400 niet met naam bekende martelaren vermeldt.